# Teatro de la Zarzuela
Le Teatro de la Zarzuela est un théâtre de Madrid, en Espagne, situé rue Jovellanos.

## Histoire

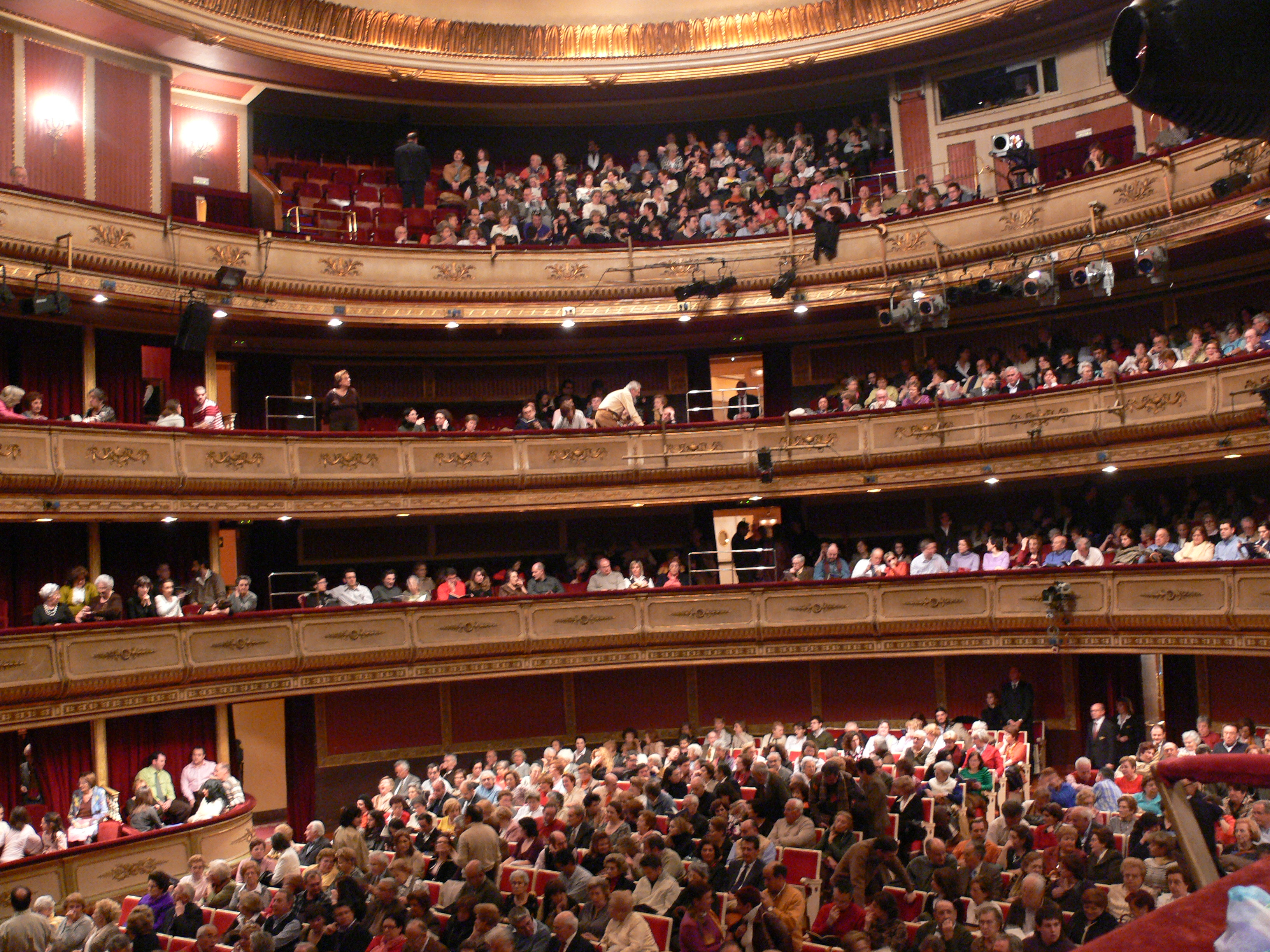
Salle du théâtre de la Zarzuela.

Il a été inauguré le 10 octobre 1856 (le jour de l'anniversaire de la reine Isabelle II,,) grâce à l’initiative de la Sociedad Lírico Española, dans le but d'avoir un lieu spécial dédié aux interprétations de zarzuelas dans la capitale de l'Espagne. Ses fondateurs ont été consacrés maîtres de l'époque comme Francisco Asenjo Barbieri, Rafael Calleja Gómez, Joaquín Gaztambide, Rafael Hernando, José Inzenga, Luis Olona (es) ou Cristóbal Oudrid. Le financement de l'édifice a été à la charge du banquier Francisco de las Rivas. Les travaux ont été confiés à l'architecte Jerónimo de Gándara (es), mais ont été effectués par José María Guallart, en prenant comme modèle la Scala de Milan. Ainsi on a bâti un édifice en forme de fer à cheval avec des balcons sur trois niveaux.
Durant la seconde moitié du XIXe siècle, le Théâtre est devenu un lieu central où ont été interprétées les pièces maîtresses de la zarzuela et où ont été réalisées les premières devant le public. Le 9 novembre 1909 l'édifice a été pratiquement détruit par un terrible incendie. Reconstruit en utilisant moins de bois et plus de métal, en 1914, le chef Luna a procédé à la réouverture avec son orchestre. Le théâtre a été remodelé en 1956 quand il a été acheté par la Société générale des auteurs et éditeurs, mais il a perdu une bonne partie de la façade et des ornements intérieurs. Plus tard il est devenu propriété de l'État et en 1984, le Ministère de la Culture, faute d'un théâtre d'opéra à Madrid, a élargi la palette de ses activités (l'ouvrant en plus de la zarzuela et de l'opéra) à la danse et au flamenco. En 1998, après classement de l'édifice quatre ans auparavant comme Monumento Nacional, il a à nouveau été remodelé, retrouvant une bonne partie de sa structure et de sa forme originale, pour se consacrer exclusivement à l'art lyrique espagnol.